# Bruno Thiry
Bruno Thiry (Sankt Vith, 8 ottobre 1962) è un ex pilota di rally belga, cinque volte a podio nel campionato del mondo rally.

## Biografia
Ha partecipato al campionato del mondo rally dal 1989 al 2002, classificandosi quattro volte nella top ten del mondiale piloti.

## Palmarès

### Podi nel mondiale rally
| # | Anno | Rally                      | Navigatore      | Vettura                 | Pos. |
| - | ---- | -------------------------- | --------------- | ----------------------- | ---- |
| 1 | 1992 | Rally della Costa d'Avorio | Stéphane Prévot | Opel Kadett GSI 16V     | 2º   |
| 2 | 1994 | RAC Rally                  | Stéphane Prévot | Ford Escort RS Cosworth | 3º   |
| 3 | 1996 | Rally di Sanremo           | Stéphane Prévot | Ford Escort RS Cosworth | 3º   |
| 4 | 1996 | Rally di Catalogna         | Stéphane Prévot | Ford Escort RS Cosworth | 3º   |
| 5 | 1998 | RAC Rally                  | Stéphane Prévot | Ford Escort WRC         | 3º   |

## Risultati nel mondiale rally
| 1989 | Scuderia | Vettura         |  |  |  |  |  |    |  |  |  |  |  |  |  |  | Punti | Pos. |
| ---- | -------- | --------------- |  |  |  |  |  | -- |  |  |  |  |  |  |  |  | ----- | ---- |
| 1989 |          | Audi 90 quattro |  |  |  |  |  | 13 |  |  |  |  |  |  |  |  | 0     |      |

| 1991 | Scuderia          | Vettura             |  |  |  |  |     |  |  |  |  |  |    |  |  |  | Punti | Pos. |
| ---- | ----------------- | ------------------- |  |  |  |  | --- |  |  |  |  |  | -- |  |  |  | ----- | ---- |
| 1991 | Opel Team Belgium | Opel Kadett GSI 16V |  |  |  |  | Rit |  |  |  |  |  | 12 |  |  |  | 0     |      |

| 1992 | Scuderia          | Vettura                                |  |  |  |  |     |  |  |  |  |  |   |   |  |  | Punti | Pos. |
| ---- | ----------------- | -------------------------------------- |  |  |  |  | --- |  |  |  |  |  | - | - |  |  | ----- | ---- |
| 1992 | Opel Team Belgium | Opel Calibra 16V e Opel Kadett GSI 16V |  |  |  |  | Rit |  |  |  |  |  | 9 | 2 |  |  | 17    | 17º  |

| 1993 | Scuderia          | Vettura            |   |  |    |  |     |     |  |  |    |  |   |   |  |  | Punti | Pos. |
| ---- | ----------------- | ------------------ | - |  | -- |  | --- | --- |  |  | -- |  | - | - |  |  | ----- | ---- |
| 1993 | Opel Team Belgium | Opel Astra GSI 16V | 8 |  | 10 |  | Rit | Rit |  |  | 18 |  | 5 | 7 |  |  | 16    | 17º  |

| 1994 | Scuderia | Vettura                 |   |     |  |   |  |   |  |     |   |   |  |  |  |  | Punti | Pos. |
| ---- | -------- | ----------------------- | - | --- |  | - |  | - |  | --- | - | - |  |  |  |  | ----- | ---- |
| 1994 | Ford     | Ford Escort RS Cosworth | 6 | Rit |  | 6 |  | 4 |  | Rit | 4 | 3 |  |  |  |  | 44    | 5º   |

| 1995 | Scuderia | Vettura                 |   |   |   |     |     |   |     |   |  |  |  |  |  |  | Punti | Pos. |
| ---- | -------- | ----------------------- | - | - | - | --- | --- | - | --- | - |  |  |  |  |  |  | ----- | ---- |
| 1995 | RAS Ford | Ford Escort RS Cosworth | 5 | 6 | 6 | Rit | Rit | 6 | Rit | 5 |  |  |  |  |  |  | 34    | 6º   |

| 1996 | Scuderia | Vettura                 |  |  |  |   |   |    |   |   |   |  |  |  |  |  | Punti | Pos. |
| ---- | -------- | ----------------------- |  |  |  | - | - | -- | - | - | - |  |  |  |  |  | ----- | ---- |
| 1996 | Ford     | Ford Escort RS Cosworth |  |  |  | 6 | 5 | 11 | 6 | 3 | 3 |  |  |  |  |  | 44    | 6º   |

| 1997 | Scuderia                        | Vettura                              |  |  |  |  |     |  |  |  |  |  |  |  |  |     | Punti | Pos. |
| ---- | ------------------------------- | ------------------------------------ |  |  |  |  | --- |  |  |  |  |  |  |  |  | --- | ----- | ---- |
| 1997 | Seat Sport e Gazprom Rally Team | SEAT Ibiza GTI 16V e Ford Escort WRC |  |  |  |  | Rit |  |  |  |  |  |  |  |  | Rit | 0     |      |

| 1998 | Scuderia | Vettura         |   |   |  |  |     |   |     |     |     |    |   |   |   |  | Punti | Pos. |
| ---- | -------- | --------------- | - | - |  |  | --- | - | --- | --- | --- | -- | - | - | - |  | ----- | ---- |
| 1998 | Ford     | Ford Escort WRC | 6 | 8 |  |  | Rit | 5 | Rit | Rit | Rit | 10 | 6 | 7 | 3 |  | 8     | 9º   |

| 1999 | Scuderia                                   | Vettura                                |   |    |     |   |   |     |  |  |  |  |  |  |  |   | Punti | Pos. |
| ---- | ------------------------------------------ | -------------------------------------- | - | -- | --- | - | - | --- |  |  |  |  |  |  |  | - | ----- | ---- |
| 1999 | Subaru World Rally Team e Škoda Motorsport | Subaru Impreza WRC e Škoda Octavia WRC | 5 | 10 | Rit | 6 | 7 | Rit |  |  |  |  |  |  |  | 4 | 6     | 14º  |

| 2000 | Scuderia   | Vettura            |   |  |  |  |  |  |  |  |  |  |  |  |  |  | Punti | Pos. |
| ---- | ---------- | ------------------ | - |  |  |  |  |  |  |  |  |  |  |  |  |  | ----- | ---- |
| 2000 | HF Grifone | Toyota Corolla WRC | 5 |  |  |  |  |  |  |  |  |  |  |  |  |  | 2     | 17º  |

| 2001 | Scuderia         | Vettura           |   |    |     |    |     |   |    |     |    |  |    |     |  |   | Punti | Pos. |
| ---- | ---------------- | ----------------- | - | -- | --- | -- | --- | - | -- | --- | -- |  | -- | --- |  | - | ----- | ---- |
| 2001 | Škoda Motorsport | Škoda Octavia WRC | 8 | 10 | Rit | 10 | Rit | 8 | 10 | Rit | 18 |  | 13 | Rit |  | 8 | 0     |      |

| 2002 | Scuderia                   | Vettura         |    |  |     |     |     |  |    |  |  |   |    |  |  |  | Punti | Pos. |
| ---- | -------------------------- | --------------- | -- |  | --- | --- | --- |  | -- |  |  | - | -- |  |  |  | ----- | ---- |
| 2002 | Peugeot Bastos Racing Team | Peugeot 206 WRC | 11 |  | Rit | Rit | Rit |  | 12 |  |  | 5 | 13 |  |  |  | 2     | 14º  |

| Legenda | 1º posto | 2º posto | 3º posto | A punti | Senza punti | Ritirato | Squalificato | NP=Non partito C=Gara cancellata | Apice=Power stage |